# クイーンズ地域 (ノバスコシア州)
クイーンズ地域（クイーンズちいき、英語：Region of Queens Municipality）はカナダ・ノバスコシア州の地方行政区の1つ。この地方行政区は旧クイーンズ郡のファーストネーション居留地を除くすべての町村を含む。

## 行政区分
クイーンズ地域は1996年にリヴァプール町と旧クイーンズ郡の合併により成立した。下記の市町村が含まれる。
- リヴァプール（Liverpool）
- カレドニア（Caledonia）
- グリーンフィールド（英語版）（Greenfield）